# Льонгінувка
Льонгінувка (пол. Longinówka) — село в Польщі, у гміні Розпша Пйотрковського повіту Лодзинського воєводства.
Населення — 581 особа (2011).

## Демографія
Демографічна структура станом на 31 березня 2011 року:
|          | Загалом | Допрацездатний вік | Працездатний вік | Постпрацездатний вік |
| -------- | ------- | ------------------ | ---------------- | -------------------- |
| Чоловіки | 299     | 63                 | 200              | 36                   |
| Жінки    | 282     | 51                 | 165              | 66                   |
| Разом    | 581     | 114                | 365              | 102                  |